# Marco Amoroso
Marco Amoroso – włoski bokser, zdobywca srebrnego medalu na Mistrzostwach Europy Juniorów 2013 w Anapie, młodzieżowy mistrz Włoch z roku 2014.

## Kariera
W listopadzie 2013 na Mistrzostwach Europy Juniorów zdobył srebrny medal, przegrywając w półfinale nieznacznie na punkty z Azerem Tayfurem Əliyevem. W listopadzie 2014 zdobył młodzieżowe mistrzostwo Włoch, pokonując w finale Christophera Cataldo.